# Kap Masoala
Kap Masoala är en udde i Madagaskar. Den ligger i den nordöstra delen av landet, 400 km nordost om huvudstaden Antananarivo.